# Stammliste der Rohan
Das Haus Rohan war ein französisches Adelsgeschlecht aus der Bretagne.
Detaillierte Stammliste des Hauses Rohan:

## Die Grafen von Porhoët
1. Guethenoc, Vicomte de Châteautro-en-Porhoët 1008–1021; ⚭ Allarum
  1. Josselin, Vicomte de Bretagne et de Rennes (1048 bezeugt; † 1074)
    1. Mainguy, Bischof von Vannes
    2. Eudon I., Vicomte de Porhoët et de Rennes 1066–1092; ⚭ I Emme de Léon († vor 1092); ⚭ II NN
      1. Geoffroy, 1119 Vicomte de Porhoët († 1142); ⚭ Havise
        1. Eudon II., Comte de Porhoët, 1148–1156 Herzog von Bretagne († nach 1168); ⚭ 1147 Berthe de Cornouaille, Erbin der Bretagne († 1158/64), Erbtochter von Herzog Conan III., (Haus Cornouaille), Witwe von Alain de Bretagne, 1. Earl of Richmond, (Haus Rennes)
          1. Eudon III., Comte de Porhoët († 1234)
            1. Mathilde, Vicomtesse de Porhoët; ⚭ Geoffroi, Comte de Fougères
            2. Aliénor, Dame de La Chèze; ⚭ Alain V. de Rohan, Vicomte de Rohan († 1242)
            3. Jeanne; ⚭ Olivier de Montauban
            4. Aélis (1201–1219 bezeugt, † vor 1235); ⚭ 1201 Gui VI. de Mauvoisin (1200–1207 bezeugt; † wohl 1211)

        2. Alain I. de La Ceoche (de La Zouche) (1172 in England bezeugt; † 1190); ⚭ Alice de Beaumetz, Tochter von Philippe und Mahaut Le Meschin – Nachkommen: die La Zouche in England, † 1799
        3. Amicie; ⚭ Guillaume I. de Montfort, (Haus Montfort-Laval)

      2. Josselin, Vicomte de Porhoët 1105–1124
      3. Alain I. de Rohan, Vicomte de Castelnoec († 1128); ⚭ Villane – Nachkommen siehe unten

## Die Rohan im Mittelalter
1. Alain I. de Rohan († 1128), Vicomte de Castelnoec; ⚭ Villane – Vorfahren siehe oben
  1. Alain II. de Rohan († nach 1168), Vicomte de Rohan et de Castelnoec, Seigneur de Guéméné et de Guingamp
    1. Alain III. de Rohan († wohl 1195), Vicomte de Rohan; ⚭ Constance de Bretagne († nach 1184), Tochter von Alain de Bretagne, 1. Earl of Richmond
      1. Alain IV. de Rohan († 1205), Vicomte de Rohan, Seigneur de Guéméné; ⚭ Mabile de Fougères, Tochter von Raoul (Haus Fougères)
        1. Geoffroy I. de Rohan († 1221), Vicomte de Rohan; ⚭ I Marguerite, Tochter von Ranulph de Blondeville, 4. Earl of Chester und Constance, Duchesse de Bretagne; ⚭ II Gervaise de Vitré, genannt de Dinan, Vicomtesse de Dinan, Tochter von Alain, Sire de Dinan (Haus Vitré) und Constance de Fougères (Haus Fougères), Witwe von Juhel II., Sire de Mayenne (Haus Mayenne), heiratete in dritter Ehe Richard Marshal, 3. Earl of Pembroke († 1234) (Haus Marshal)
        2. Conan († vor 1221)
        3. Olivier I. de Rohan († 1228), 1221 Vicomte de Rohan
        4. Alain V. de Rohan († 1242), 1228 Vicomte de Rohan; ⚭ Aliénor de Porhoët, Dame de La Chèze, Tochter von Graf Eudon III. (siehe oben)
          1. Alain VI. de Rohan († 1304), 1242 Vicomte de Rohan; ⚭ I Isabeau de Correc († 1266); ⚭ II Thomasse de la Roche-Bernard († nach 1304)
            1. Alain († 1299); ⚭ (Ehevertrag 1288) Agnès d’Avaugour, Tochter von Henri, Seigneur de Goëllo und Marie de Brienne
            2. Geoffroi († 1303), bis 1299 geistlich; ⚭ Catherine de Clisson
            3. Josselin I. de Rohan (1299 bezeugt; † 1306)
            4. Olivier II. de Rohan († 1326), Vicomte de Rohan; ⚭ I Aliette de Rochefort, Tochter von Thibaut, Comte de Rochefort; ⚭ II Jeanne de Léon, Tochter von Hervé, Seigneur de Noyon-sur-Andelle
              1. (I) Alain VII. de Rohan (X 1352), Vicomte de Rohan; ⚭ Jeanne de Rostrenen († nach 1371), Tochter von Pierre
                1. Jean I. de Rohan, 1352 Vicomte de Rohan (1395 noch bezeugt); ⚭ I Jeanne de Léon († 1372), Erbtochter von Hervé, Sire de Léon; ⚭ II Jeanne de Navarre († 1403), Tochter von Philippe d’Évreux, 1328 König von Navarra
                  1. Alain VIII. de Rohan († 1429), Vicomte de Rohan, Sire de Léon; ⚭ Béatrix de Clisson, 1407 Vicomtesse de Porhoët, Erbtochter von Olivier V. de Clisson, Connétable von Frankreich und Catherine de Laval
                    1. Alain IX. de Rohan († 1462), Vicomte de Rohan et de Léon, Comte de Porhoët; ⚭ I Marguerite de Bretagne, Dame de Guillac († 1428), Tochter von Johann V., Herzog von Bretagne; ⚭ II Marie de Lorraine († 1455), Tochter von Anton von Lothringen, Graf von Vaudémont; ⚭ III Peronnelle de Maillé, Tochter von Hardouin, Seigneur de Maillé (Haus Maillé)
                      1. (I) Alain (X 1449), Comte de Porhoët; ⚭ Yolande de Laval († 1487), Tochter von Guy XII., Comte de Laval, heiratete in zweiter Ehe Guillaume d’Harcourt, Comte de Tancarville et Longueville
                      2. (I) Jeanne († nach 1459); ⚭ François, Sire de Rieux, Comte d’Harcourt († 1458)
                      3. (I) Marguerite († 1497); ⚭ Jean d’Orléans, Comte d’Angoulême († 1467)
                      4. (I) Catherine; ⚭ I Jacques de Dinan, Seigneur de Beaumanoir († 1444); ⚭ II Jean d'Albret, Vicomte de Tartas († 1468), (Haus Albret)
                      5. (I) Beatrix
                      6. (II) Jean II. de Rohan († 1516), Vicomte de Rohan et de Léon, Comte de Porhoët; ⚭ Marie de Bretagne († 1506/11), Tochter von Franz I., Herzog von Bretagne, und Isabelle Stewart
                        1. François (X 1488)
                        2. Jean de Rohan († 1505)
                        3. Jacques I. († 1527), Vicomte de Rohan et de Léon, Comte de Porhoët; ⚭ I Françoise de Rohan, Tochter von Louis III. de Rohan, Seigneur de Guéméné; ⚭ II Françoise de Daillon, Tochter von Jean de Daillon, Seigneur du Lude (Haus Daillon), heiratete in zweiter Ehe Joachim de Goyon de Matignon, Comte de Thorigny, (Haus Goyon)
                        4. Georges († 1502)
                        5. Claude († 1540), Bischof von Quimper, ultimus familiae
                        6. Anne († 1529); ⚭ Pierre II. de Rohan, Seigneur de Frontenay (X 1525)
                        7. Marie († 1542); ⚭ Louis IV. de Rohan, Seigneur de Guéméné et de Montbazon († 1527)

                      7. (II) Catherine; ⚭ René de Keradreux († vor 1479)
                      8. (III) Pierre († nach 1489), Seigneur de Pontchâteau et de Quintin; ⚭ I Jeanne du Perrier, Comtesse de Quintin († nach 1480), Tochter von Tristan du Perrier, Comte de Quintin; ⚭ II Jeanne de Daillon; ⚭ III Jeanne de La Chapelle
                      9. Louis, apostolischer Protonotar
                      10. François
                      11. Antoine
                      12. Madeleine, Nonne in der Abtei Fontevrault
                      13. Anne, Nonne in der Abtei Fontevrault
                      14. Isabeau

                  2. (I) Édouard († nach 1415); ⚭ Marguerite de Châteaubriant, Tochter von Jean
                    1. (I) Louise, Dame de Léon; ⚭ I Patry III., Seigneur de Châteaugiron (X 1427); ⚭ II Jean de Rostrenen, Seigneur de Coetdor et de la Chesnaye

                  3. (I) Jeanne; ⚭ Guillaume, Seigneur de Saint-Gilles
                  4. (I) Marguerite; ⚭ Jean Botherel-Quintin
                  5. (I) Jeanne (1407 bezeugt), Dame de Noyon; ⚭ I Robert d'Alencon, Comte du Perche, (Haus Valois-Alençon); ⚭ II Pierre II. d’Amboise, Vicomte de Thouars, (Haus Amboise)
                  6. (I) Guy
                  7. (II) Charles de Rohan († 1438), 1396 Seigneur de Guéméné; ⚭ Catherine Du Guesclin († nach 1461), Tochter von Bertrand Du Guesclin, Seigneur La Morelière (nicht mit dem Connétable identisch) – Nachkommen siehe Stammliste der Rohan-Guéméné

                2. Pierre
                3. Marguerite (1406 bezeugt); ⚭ 1356 Jean IV., Sire de Beaumanoir; ⚭ II Olivier V. de Clisson, Connétable von Frankreich

              2. (I) Olivier (wohl X 1347)
              3. (II) Geoffroi de Rohan († 1374/75), Bischof von Vannes, 1372 Bischof von Saint-Brieuc
              4. (II) Thibault (1366 bezeugt)
              5. (II) Josselin de Rohan († 1388), 1375 Bischof von Saint-Malo

            5. Guiart (1299 bezeugt)
            6. Eon, Seigneur du Gué-de-l’Isle; ⚭ Aliette de Coetlogon – Nachkommen : die Herren von Le Gué-de-l’Isle und Poulduc († 1797)
            7. Jacques; ⚭ um 1316 Pérrone
            8. Jeanne; ⚭ um 1308 Pierre de Kergorlay († nach 1313)
            9. Beatrix; ⚭ Jean de Beaumanoir, Seigneur de Merdrignal
            10. Jeanne; ⚭ Hervé de Léon

          2. Geoffroi, 1272 Seigneur de Noial, de Plélauff, de Lescoet, de Langoelan et de Saint-Thelo
          3. Vilaine; ⚭ Richard, Seigneur de la Roche-Jagu
          4. Phelippe; ⚭ Henri d’Avaugour, Seigneur de Goëllo
          5. Mabile; ⚭ 1251 Robert, Sire de Beaumetz
          6. Tiphaine; ⚭ Geoffroi II, Seigneur de Lanvaux

        5. Héloise
        6. Catherine; ⚭ I Geoffroi, Seigneur de Hennebont; ⚭ II Raoul Niel, Seigneur de La Muce

      2. Guillaume (1184–1203 bezeugt)
      3. Josselin, Seigneur de Montfort et de Noial, 1213 Vicomte de Rohan († 1251); ⚭ Mahaut de Montfort, Erbtochter von Guillaume (Haus Montfort-Laval), heiratete in zweiter Ehe Josselin de La Roche-Bernard, in dritter Ehe Alain de Montauban
      4. Marguerite
      5. Alix
      6. Constance; ⚭ Eudon de Pontefélau

  2. Josselin, 1127